# Tankei

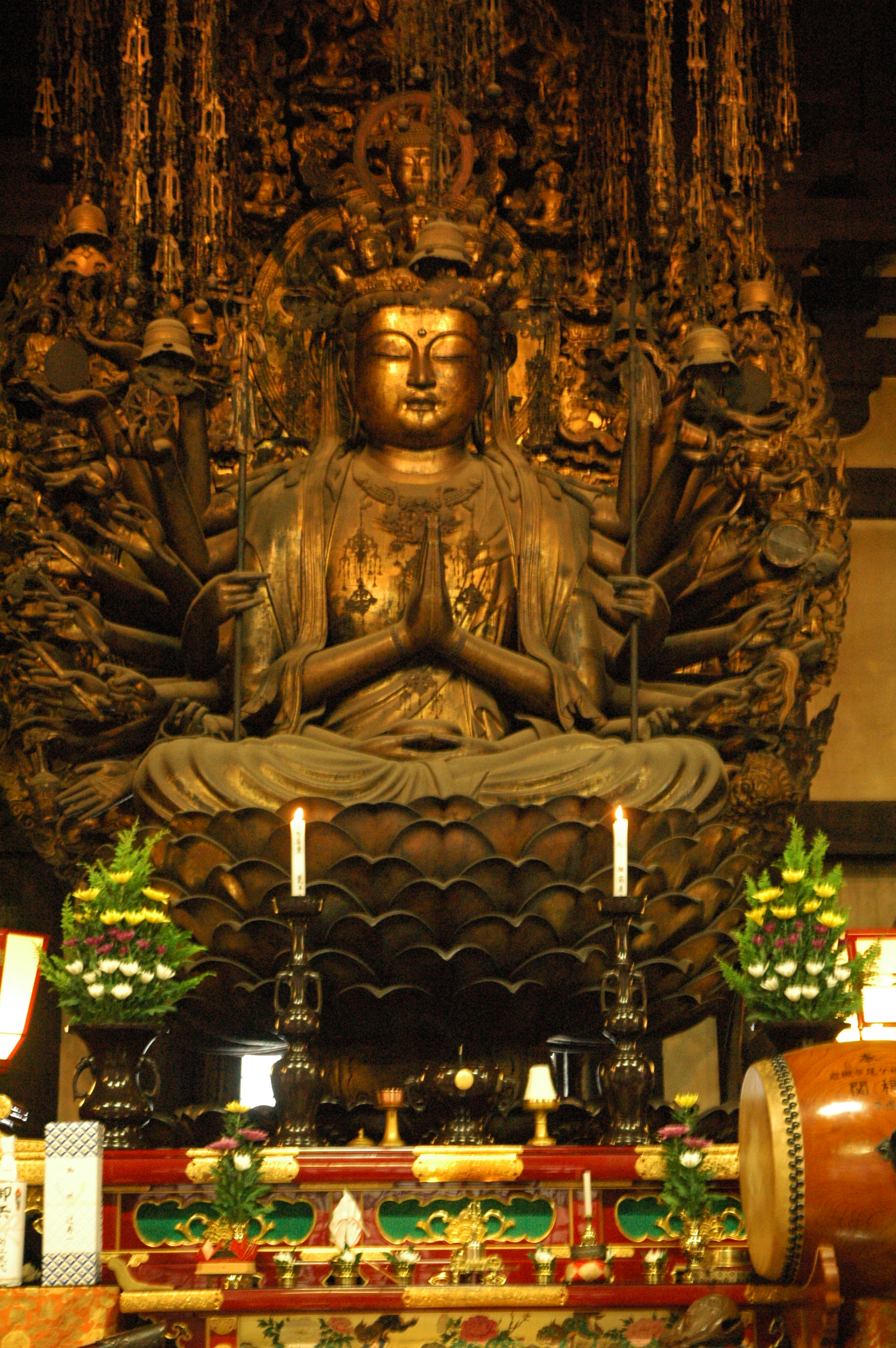
1000-armige Kannon

Tankei (japanisch 湛慶; geboren 1173; gestorben 13. Juni 1256) war ein bedeutender japanischer Bildhauer der frühen Kamakura-Zeit.

## Leben und Wirken
Tankei war der älteste Sohn von Unkei und unterstützte ihn in den letzten Jahren des 12. Jahrhunderts, so zum Beispiel 1198 bei der Anfertigung der Niō-Figuren (仁王) für den Tō-ji in Kyōto. Im Jahre 1212, als die Unkei-Werkstatt die Skulptur für die Hokuen-dō (北円堂) des Kōfuku-ji fertigstellte, hatte Tankei bereits den Titel eines Hōgen erhalten. Und im folgenden Jahr wurde er zum höchsten Rang ausgezeichnet, mit dem Titel Hōin, für seine Arbeit zusammen mit seinem Vater für die Statuen in der neunstöckigen Pagode des Hosshō-ji (法勝寺), einem Tempel in Kyōto, der allerdings nur bis in die Muromachi-Zeit bestand. Nach dem Tode seines Vaters 1223 war Tankei weiter schöpferisch tätig in der Weiterführung dessen Stils eines verfeinerten Realismus.
Ein großer Teil der Arbeiten Tankeis wurde von Myōe (明恵; 1173–1232), dem Abt des Kōzan-ji in Auftrag gegeben, und man nimmt an, dass die Hyakukō-shin (白光神) und Zemmyō-shim (善妙神), Shintō-Gottheiten, die sich dort im Tempel befinden, von ihm stammen. Sein bedeutendstes Werk ist jedoch die Restaurierung der 1000 tausendarmigen Kannon-Figuren (千手観音, Senjū Kannon) im Rengeō-in in Kyōto, die 1250 durch Brand verloren gegangen waren.
Tankei begann die Arbeit dafür als Leiter seiner Werkstatt, in der eine Reihe von Holzschnitzern beschäftigt war, und wurde von Holzschnitzer der In- und En-Schule unterstützt. 1254 hatte Tankei die große zentrale tausendarmige Kannon und zehn weitere vollendet. Die Skulpturen sind bis heute erhalten. Auch der Sekkei-ji in der Stadt Kōchi besitzt wichtige Skulpturen: einen  Bishamon-ten (毘沙門天), eine Kichijō-ten (吉祥天) und den Zennishi Dōji (善膩師童子, einen der Begleiter des Bishamon).